# Heather Samuel
Heather Barbara Samuel (ur. 6 lipca 1970) – lekkoatletka z Antigui i Barbudy specjalizująca się w biegach sprinterskich, czterokrotna olimpijka.
Zajęła 5. miejsce w biegu na 100 metrów i 6. miejsce w biegu na 200 metrów na mistrzostwach Ameryki Środkowej i Karaibów juniorów w 1988 w Nassau. Zwyciężyła w biegu na 100 metrów na CARIFTA Games w 1989 w Bridgetown.
Startując w konkurencji seniorek zdobyła srebrny medal w biegu na 100 metrów i brązowy medal w biegu na 200 metrów na igrzyskach Ameryki Środkowej i Karaibów w 1990 w Meksyku. Odpadła w ćwierćfinale biegu na 200 metrów i eliminacjach biegu na 100 metrów na igrzyskach olimpijskich w 1992 w Barcelonie. Taki sam rezultat zanotowała na mistrzostwach świata w 1993 w Stuttgarcie. Odpadła w półfinałach biegów na 100 metrów i na 200 metrów na igrzyskach Wspólnoty Narodów w 1994 w Victorii.
Zdobyła brązowy medal w biegu na 100 metrów (przegrywając jedynie z Chryste Gaines ze Stanów Zjednoczonych i Lilianą Allen z Kuby, a także zajęła 7. miejsce w biegu na 200 metrów na igrzyskach panamerykańskich w 1995 w Mar del Plata. Zwyciężyła w biegu na 100 metrów i zdobyła brązowy medal w biegu na 200 metrów na mistrzostwach Ameryki Środkowej i Karaibów w 1995 w Gwatemali. Odpadła w ćwierćfinale biegu na 100 metrów i eliminacjach biegu na 200 metrów na mistrzostwach świata w 1995 w Gōteborgu. Na igrzyskach olimpijskich w 1996 w Atlancie była chorążym reprezentacji Antigui i Barbudy. Odpadła w ćwierćfinale biegu na 200 metrów oraz eliminacjach biegu na 100 metrów, sztafety 4 × 100 metrów i sztafety 4 × 400 metrów.
Zdobyła brązowe medale w biegach na 100 metrów i na 200 metrów na mistrzostwach Ameryki Środkowej i Karaibów w 1997 w San Juan. Odpadła w ćwierćfinale biegu na 100 metrów i eliminacjach biegu na 200 metrów na mistrzostwach świata w 1997 w Tokio, a także w półfinale biegu na 100 metrów i eliminacjach biegu na 200 metrów na igrzyskach Wspólnoty Narodów w 1998 w Kuala Lumpur. Odpadła w eliminacjach biegu na 60 metrów na halowych mistrzostwach świata w 1999 w Maebashi.
Zdobyła srebrne medale w biegach na 100 metrów i na 200 metrów na mistrzostwach Ameryki Środkowej i Karaibów w 1999 w Bridgetown. Na igrzyskach panamerykańskich w 1999 w Winnipeg zajęła 7. miejsce w biegu na 200 metrów i odpadła w eliminacjach biegu na 100 metrów. Odpadła w eliminacjach biegów na 100 metrów i na 200 metrów na mistrzostwach świata w 1999 w Sewilli. Na igrzyskach olimpijskich w 2000 w Sydney ponownie była chorążym reprezentacji Antigui i Barbudy. Odpadła w eliminacjach biegów na 100 metrów i na 100 metrów. Odpadła w eliminacjach biegu na 60 metrów na halowych mistrzostwach świata w 2001 w Lizbonie i w półfinale biegu na 100 metrów na igrzyskach Wspólnoty Narodów w 2002 w Manchesterze.
Zdobyła srebrny medal w biegu na 100 metrów i brązowy medal w biegu na 200 metrów na igrzyskach Ameryki Środkowej i Karaibów w 2002 w San Salvador. Odpadła w półfinale biegu na 60 metrów na halowych mistrzostwach świata w 2003 w Birmingham, a także w eliminacjach biegu na 100 metrów na igrzyskach panamerykańskich w 2003 w Santo Domingo i na mistrzostwach świata w 2003 w Paryżu. Na swych czwartych igrzyskach olimpijskich w 2004 w Atenach również odpadła w eliminacjach biegu na 100 metrów.

## Rekordy życiowe
Rekordy życiowe Heather Samuel:
- bieg na 100  metrów – 11,20 s (26 maja 1993, Indianapolis), rekord Antigui i Barbudy (według stanu na 2019)[16]
- bieg na 200  metrów – 23,20 s (22 maja 1994, Atlanta), rekord Antigui i Barbudy (według stanu na 2019)[17]
- bieg na 60  metrów (hala) – 7,30 s (14 marca 2003, Birmingham), halowy rekord Antigui i Barbudy (według stanu na 2018)[18]

Jest również (według stanu na 2019) rekordzistką swego kraju w sztafecie 4 × 100 metrów z czasem 46,22 s, uzyskanym 2 maja 2004 w Port-of-Spain.